# Zambski Stare
Zambski Stare – wieś w Polsce, położona w województwie mazowieckim, w powiecie pułtuskim, w gminie Obryte. Ma status sołectwa.
| SIMC    | Nazwa         | Rodzaj    |
| ------- | ------------- | --------- |
| 0515520 | Gąsewszczyzna | część wsi |
| 0515537 | Kosakowiec    | część wsi |
| 0515543 | Zachoinie     | część wsi |
| 0515550 | Zaolszynie    | część wsi |
| 0515566 | Zasadzie      | część wsi |

W latach 1975–1998 miejscowość administracyjnie należała do województwa ostrołęckiego. Do 1 stycznia 2014 roku wieś nosiła urzędową nazwę Stare Zambski.